# 西口廣宗
西口 廣宗（にしぐち ひろむね、1936年9月3日 -  ）は、日本の経営者。南都銀行頭取を務めた。

## 来歴・人物
奈良県出身。1959年に同志社大学経済学部を卒業し、同年に南都銀行に入行。1990年6月に取締役に就任し、1993年6月に常務、1996年6月に専務を経て、1997年6月に頭取に就任。2008年6月に会長に就任し、2015年6月には取締役相談役に就任。
2009年11月に旭日中綬章を受章。